# André Juillard
André Juillard (París,  9 de junio de 1948-31 de julio de 2024) fue un historietista y artista francés principalmente conocido por sus historietas históricas durante la década de 1980, como Las 7 vidas del Gavilán. Fue uno de los artistas principales de Blake y Mortimer, una historieta francófona sobre un científico y un oficial británico. 

## Biografía
Nacido en París, Juillard fue uno de los artistas más prolíficos de historietas históricas de Francia. Su carrera comenzó en 1974. Después de concluir sus estudios en la Escuela de Artes Decorativas de París (L'école des Arts décoratifs de Paris), Juillard comenzó a trabajar en la popular revista Formule 1, encargado de los dibujos de La Longue Piste de Loup Gris, una historia de vaqueros escrita por Claude Verrien. Más tarde, adaptó Roméo et Juliette para la revista Djin. En 1976, comenzó su primera serie de historietas de larga duración, que tenía como protagonista al caballero Bohémond de Saint-Gilles, basada en un texto escrito por Claude Verrien y publicado en Formule 1. Durante este período, también comenzó Isabelle Fantouri, con guion de Josselin, para Djin, y Les Cathares (junto a Didier Convard) para la misma publicación.

## Obras
- Bohémond de Saint Gilles (1979–1983)

1. Les chevaliers du désert
2. Sortilèges à Malte
3. Duel en Sicile
4. L'or des croisés

- Cheminot (1982)
- Les Cathares (1982)
- Arno (1983–1997)

1. Le pique rouge
2. L'oeil de Kéops
3. Le puits nubien
4. 18 Brumaire
5. L'ogresse
6. Chesapeake

- Les Sept vies de l'Epervier (1983–1991)

1. La blanche morte
2. Le temps des chiens
3. L'arbre de mai
4. Hyronimus
5. Le maître des oiseaux
6. La part du diable
7. La marque du Condor

- Chasseurs d'or (1987)
- Masquerouge (1988–2004)
- Diario Azul (Le Cahier bleu - 1994), publicado por Norma Editorial en la colección Cimoc Extra Color nº 131[2]
- Plume aux vents (1995–2002)

1. La folle et l'assassin
2. L'oiseau-tonnerre
3. Beau-Ténébreux
4. Ni Dieu ni diable

- Después de la lluvia (Après la pluie - 1999) - Publicado por Norma Editorial en la colección Cimoc Extra Color nº 155[3]

## Premios
- 1995: Mejor Álbum en el Festival Internacional de la Historieta de Angulema, Francia
- 1996: Gran Premio de la Ciudad de Angulema, Francia
- 1997: nominado por Mejor Portada en los Premios Haxtur, España
- 2000: Mejor tira de prensa corta en los Premios Haxtur

- nominación al Premio Harvey por "Mejor edición estadounidense de material extranjero", Estados Unidos
- 2006: nominado para el Gran Premio Saint-Michel, Bélgica
- 2007: nominado para el Gran Premio Saint-Michel, Bélgica[5]